# Saint-Martin (Friburg)
Saint-Martin és un municipi suís del cantó de Friburg, situat al districte de la Veveyse.